# Šuhovljev toranj na Oki
Šuhovljev toranj na Oki (Dzeržinski visokovoltažni mastodont) je jedini sačuvani hiperboloidni električni stup. Nalazi se u Rusiji, u predgrađu Nižnjeg Novgoroda, na lijevoj obali rijeke Oke blizu Dzeržinska. 
Izvorno je toranj bio jedan od šest istih, a projektirao ih je ruski inženjer i znanstvenik Vladimir Grigorijevič Šuhov. Građeni su bili u razdoblju od 1927. do 1929. godine.
Ovaj jedinstveni 128-metarski toranj je služio kao potporni stup za 120 kV NiGRES dalekovod preko rijeke Oke. 
Sastoji se od pet 25-metarskih čeličnih rešetkastih sekcija, koji tvore revolucionarnu jednošupljinsku hiperbolu. Sekcije stupa su napravljene od ravnih profila, krajevih kojih se naslanjaju na kružne osnovice. Kružni betonski temelji ovog tornja imaju promjer od 30 metara.
Zadnji stup, od izvornih šest, treba popravak "  Arhivirana inačica izvorne stranice od 30. rujna 2006. (Wayback Machine)".
Nehiperbolodini stupovi sličnog dizajna mogu se vidjeti u blizini Cádiza u Španjolskoj.

## Vanjske poveznice
- Šuhovljevi električni tornji na Oci
- Slike
- Dzeržinski visokovoltni mastodonti
- Troprotežni model  Arhivirana inačica izvorne stranice od 28. studenoga 2006. (Wayback Machine)
- Frankfurter Allgemeine Zeitung 22.lipnja.2005
- Konstruktionform. Nigres-Stromleitungsmast  Arhivirana inačica izvorne stranice od 28. rujna 2007. (Wayback Machine)
- Izum hiperboloidnih struktura  Arhivirana inačica izvorne stranice od 19. srpnja 2006. (Wayback Machine)

## Slike
- Šuhovljevi tornji na rijeci Oci 1989.
- Šuhovljev toranj na Oci kod Nižnjeg Novgoroda 2006.
- Šuhovljev toranj na Oci kod Nižnjeg Novgoroda 2006.